# 中村正䡄
中村 正䡄（なかむら まさのり、1928年2月16日 -2020年3月1日）は、日本の小説家。名前の本来の表記は「中村正䡄」だが、「中村正軌」で代用される。

## 来歴
満洲撫順県撫順市生まれ。学習院大学文政学部政治学科卒業。日本航空に勤務し、フランクフルト支配人・調達部長を務める傍ら執筆活動をしていた。1970年代の東西ドイツを舞台とした『元首の謀叛』でデビューし、同作で第84回（1980年下半期）直木賞受賞。2020年3月1日死去。92歳没。

## 著作
- 『元首の謀叛』 文藝春秋、1980   のち文庫
- 『貧者の核爆弾』文藝春秋、1990　のち文庫
- 『アリスの消えた日』早川書房、1992　のち文庫
- 『四つの聖痕』 文藝春秋 1993
- 『教皇の手文庫』 文藝春秋 1998